# Villavieja (Huila)
Villavieja es un municipio colombiano ubicado en el departamento del Huila. Está localizado en el norte del departamento, en la parte alta del valle del río río Magdalena. Su extensión territorial es de 578 km², su altura es de 430 m s. n. m. y su temperatura promedio es de 28-31 °C. 
Cuenta con una población de 7.309 habitantes de acuerdo con proyección del DANE para año 2019. El casco urbano del municipio está localizado en la parte norte del departamento (Región SubNorte).  Su economía se basa en la actividad agropecuaria, predominando el sector agrícola y el ecoturismo, como una modalidad turística contemplativa, investigativa y científica, que toma en cuenta la naturaleza de los lugares visitados y su calidad paisajística, etnológica y antropológica.
En la mayoría de su territorio, se localiza uno de los ecosistemas de bosque seco tropical más importantes del país: Desierto de la Tatacoa, ya que es considerada como una región de interés debido a que el suelo y subsuelo están cargados de historia paleontológica; su localización geográfica y astronómica permiten una gran visibilidad hacia el espacio sideral. Además su flora y fauna han ido construyendo características particulares, junto a sus suelos aunque en general erosionados son importantes para el desarrollo de la vida.  Es conocida como «La Capital Paleontológica y Astronómica del Huila y de Colombia».

## División Político-Administrativa
Además de su Cabecera municipal. Villavieja tiene bajo su jurisdicción los siguientes Centros poblados:
- Hato Nuevo
- La Victoria
- Polonia
- Potosí
- San Alfonso

## Historia
A raíz de la búsqueda del Dorado, los españoles llegan a este valle y sufren las inclemencias del medio, por lo cual, lo llaman “El Valle de las Tristezas”. El capitán Juan Alonso, funda por segunda vez la capital del Departamento del Huila, en el sitio que hoy ocupa Villavieja. La villa fue establecida el 18 de agosto de 1550. El 14 de noviembre de 1569, fue destruida por los indígenas. En 1612, Diego de Ospina y Medinilla traslada lo que se llamó la Villa de San Juan de Neiva, y pasa a ser la nueva fundación que denomina este sitio como “Villavieja”. Los padres Jesuitas, adquieren grandes terrenos y en uno de ellos se construye la capilla de “Santa Bárbara”.

## Geografía

### Localización
El municipio está ubicado en las coordenadas 3°13′08″N 75°13′06″O en el departamento de Huila, en la margen oriental del río Magdalena. Se encuentra a 37.6 kilómetros de la capital del departamento.
| Noroeste: Natagaima ( Tolima) (Río Magdalena) | Norte: Natagaima ( Tolima)              | Nordeste: Alpujarra ( Tolima) |
| Oeste: Aipe (Río Magdalena)                   |                                         | Este: Baraya                  |
| Suroeste: Aipe (Río Magdalena)                | Sur: Tello (Ríos Villa Vieja y Guaroco) | Sureste: Baraya               |

### Hidrografía
Villavieja está demarcado por tres ríos con caudal permanente: río Magdalena al occidente, el río Cabrera al norte, el río Villavieja al sur y las quebradas Tatacoa en el centro del Municipio y Lajas en el sur. Todas las quebradas y ríos que cruzan el Municipio tributan sus aguas a la gran cuenca hidrográfica del río Magdalena. El caudal de las quebradas fluctúa dependiendo de la intensidad del verano, la extensión de superficie que drenan, la intensidad y cantidad de precipitaciones, las pérdidas por evaporación y filtraciones, las condiciones climáticas y la escasa vegetación, son causas para que el 90% de las quebradas del municipio sean secas en tiempo de verano; con un 10% de excepción representado por las quebradas Bateas, Cervetanas, Ahorcados y Valentines que poseen caudal permanente.

### Relieve
El paisaje y el relieve terrestre de Villavieja es producto de las constantes transformaciones, producida en espacios de tiempos breves, determinadas por las fuerzas orgánicas (levantamiento y formas del relieve) constructoras del relieve y las fuerzas epigenéticas (erosión) destructoras de las formas del relieve existentes. Las formaciones geológicas reportadas en el municipio, son las formaciones denominadas Honda y Gigante. 
- La formación Honda está constituida por tres miembros de los cuales el inferior y superior está compuesto por conglomerados arenisca arcósicas y arcillolitas rojizas; el miembro medio compuesto por arcillolitas varicoloreadas, se describen por detalles pues afloran en mayor parte del desierto de la Tatacoa.
- La formación Gigante compuesta por depósitos Vulcano plásticos provenientes de la actividad volcánica de la cordillera central durante el cuaternario temprano. Litológicamente está compuesta por tobas, aglomerados y rocas clásticas gruesas.

Gran parte del territorio está compuesto de bosque seco tropical, enmarcado en el Desierto de la Tatacoa que se encuentra representado geológicamente por rocas sedimentarias clásticas de origen continental y de ambiente fluvial y lagunar principalmente, correspondiente estratégicamente al llamado grupo Honda aflora en la región de la Tatacoa, ha sido dividido en tres fracciones de base a techo, la Cervetana, Villavieja y Mesitas, respectivamente, con un espesor de 500 metros.

### Clima
Las temperaturas en el Municipio de Villavieja son muy extremas, fluctuando anualmente en una temperatura media de 30 °C, una temperatura máxima que llega a los 40 °C y una temperatura mínima que alcanza los 12 °C. Los meses más calurosos del año son agosto y septiembre donde se presentan temperaturas máximas que alcanzan a los 40 °C. La humedad relativa en el municipio de Villavieja varía entre 57% al 73% manteniéndose durante el año. Los vientos se originan donde la radiación de la superficie calienta las capas inferiores de la atmósfera, dilatándola y ascendiéndolas, generando una zona permanente de bajas presiones; donde los vientos son muy débiles o inexistentes.

## Turismo

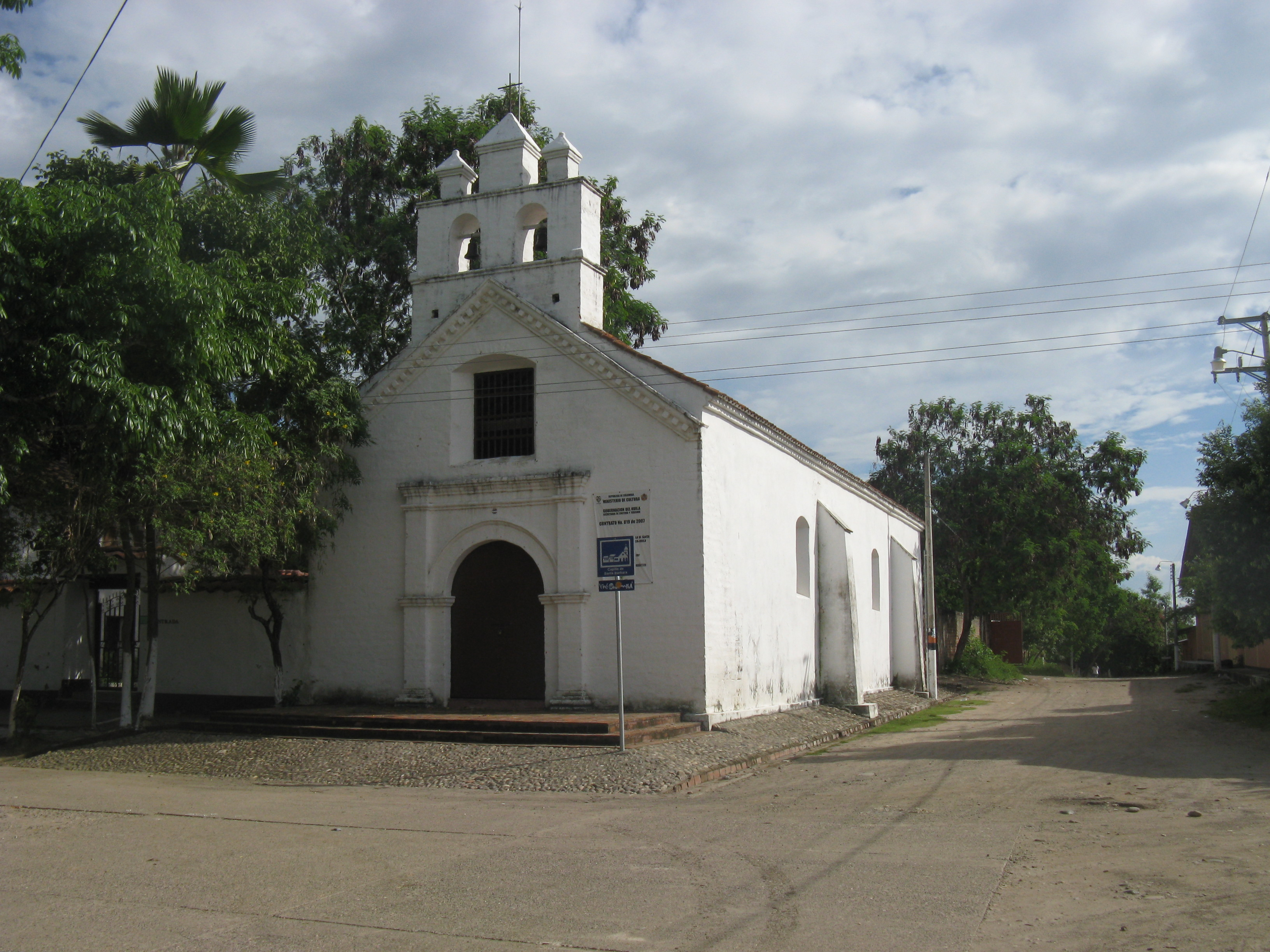
Capilla Santa Bárbara

Villavieja es considerado como uno de los sitios turísticos más importantes del departamento del Huila, por su cercanía a Neiva y al Desierto de la Tatacoa, que es una importante zona a nivel nacional por sus características únicas en el área natural y ser yacimiento fosilífero para investigación científica y paleontológica. 

### Capilla Santa Bárbara
Fue construida por José María Herrera Bahamón, como capilla familiar, a comienzos del siglo XIX sobre las ruinas de la antigua capilla jesuita. Este hecho fue corroborado en 1985 cuando el arquitecto Fernando Torres y el antropólogo Jorge Armando Ruiz, excavaron y comprobaron la existencia de una pared sobre el suelo, con osario. La capilla de Santa Bárbara es una joya arquitectónica y es reconocida como Monumento Nacional. Mediante Ordenanza No. 007 de 1992 de la Asamblea del Huila declara esta capilla como patrimonio cultural de Huila por su valor arquitectónico e histórico.

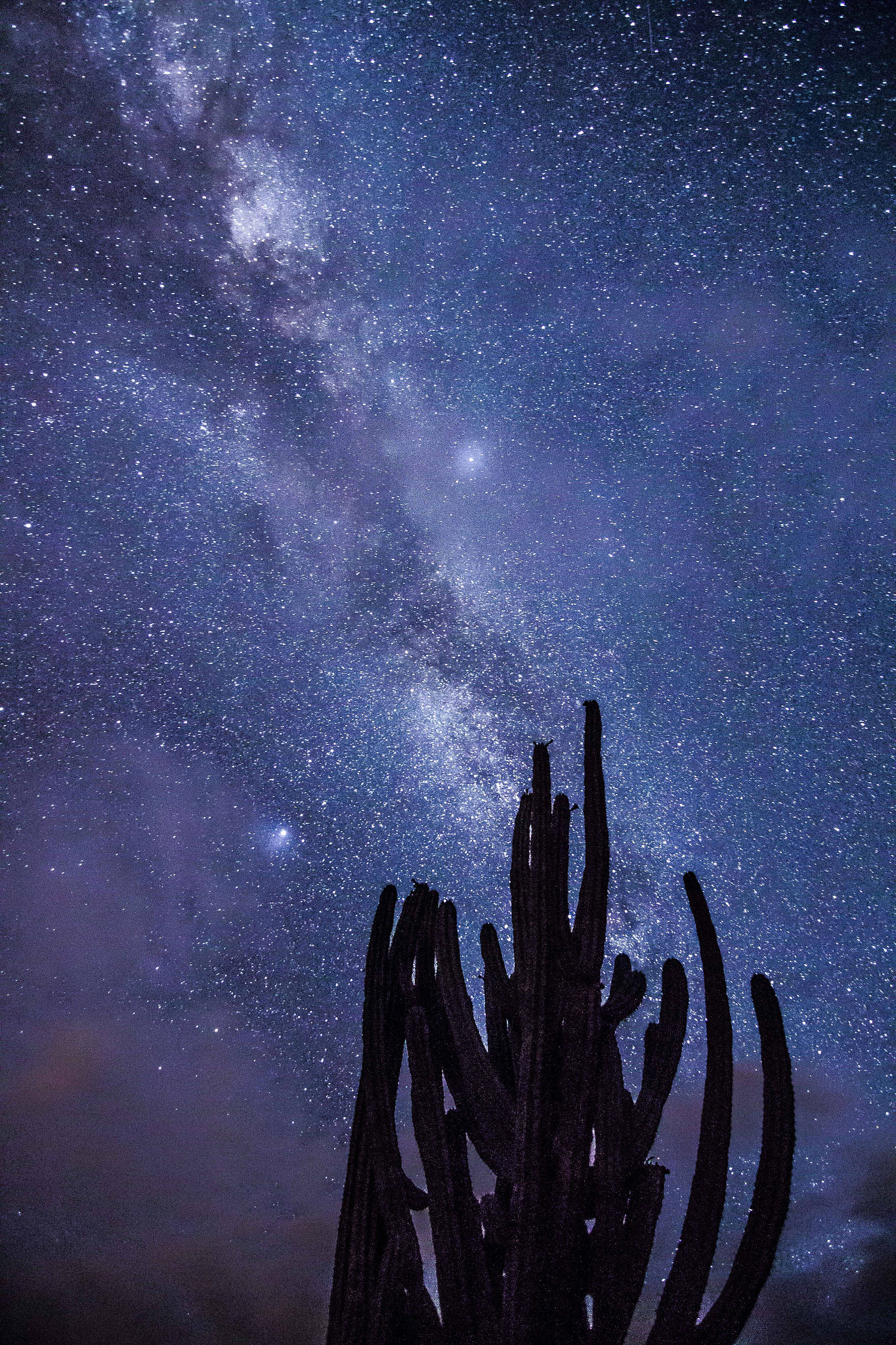
Vía Láctea vista desde el Desierto de la Tatacoa

### Museo Paleontológico de Villavieja
Creado en 1984, donde se exponen 950 piezas originales de restos fósiles de gigantescas tortugas, osos perezosos, cangrejos y peces que datan de casi hace 15 millones de años. Es el único museo paleontológico del huila que son del periodo del mioceno medio. El museo está dividido en tres salas reptiles, mamíferos y ambiente. “Todos los restos fósiles han sido hallados en el desierto de la Tatacoa”, Paleontólogos, geólogos, biólogos y turistas interesados en estos temas, provenientes de Alemania, Francia, Inglaterra, Estados Unidos, Chile y Argentina, son los viajeros registrados en el libro de visitas del lugar.

### Observatorios Astronómicos
- Observatorio Astronómico Municipal de Villavieja (OATA): Es el primero desarrollado y construido en el desierto desde hace más de 16 años. Se desempeña como difundidor de la cultura astronómica que se puede percibir desde el desierto. OATA recibe a cientos de visitantes del desierto que buscan conocer más del universo y sus fenómenos, siendo el desierto un punto especial para la observación. Las charlas del Observatorio se realizan de lunes a domingo de 6 a 10 de la noche, una excelente experiencia que no puedes dejar de vivir en tu visita al desierto de la tatacoa.[12]
- Observatorio Astronómico Astrosur: Es el segundo observatorio astronómico ubicado en La Tatacoa, dirigido por el profesor Javier Fernando Rúa; cuenta con un trayectoria de más 16 años investigando desde el desierto la tatacoa. Brinda en sus instalaciones un espacio para conocer de forma más detallada la actividad del universo, las estrellas y sus fenómenos celestes. Por medio de sus charlas y los equipos disponibles para divisar de forma única el universo, permite a las visitantes llevarse un gran recuerdo en su visita al desierto de la tatacoa.[13]

### Casa del Totumo
La casa del totumo queda ubicada en el casco urbano de Villavieja a solo 100 metros del parque principal. Allí, Don Gabriel, crea y exhibe todo tipo de artículos, desde figuras emblemáticas del Desierto a instrumentos musicales, muebles para la alcoba, utensilios para cocina y esculturas de animales, entre otros accesorios que recrea a base del Totumo, un árbol típico del desierto de la tatacoa. En este lugar puedes conocer más de la cultura, el arte y las diferentes expresiones que abarca Villavieja, aprovechando para llevarte un recuerdo físico originario de la región. La casa está dividida en varias secciones, donde se ofrecen aretes, collares, macetas, instrumentos, vino de totumo y ornamentación para el hogar; en diferentes estilos y tamaños.

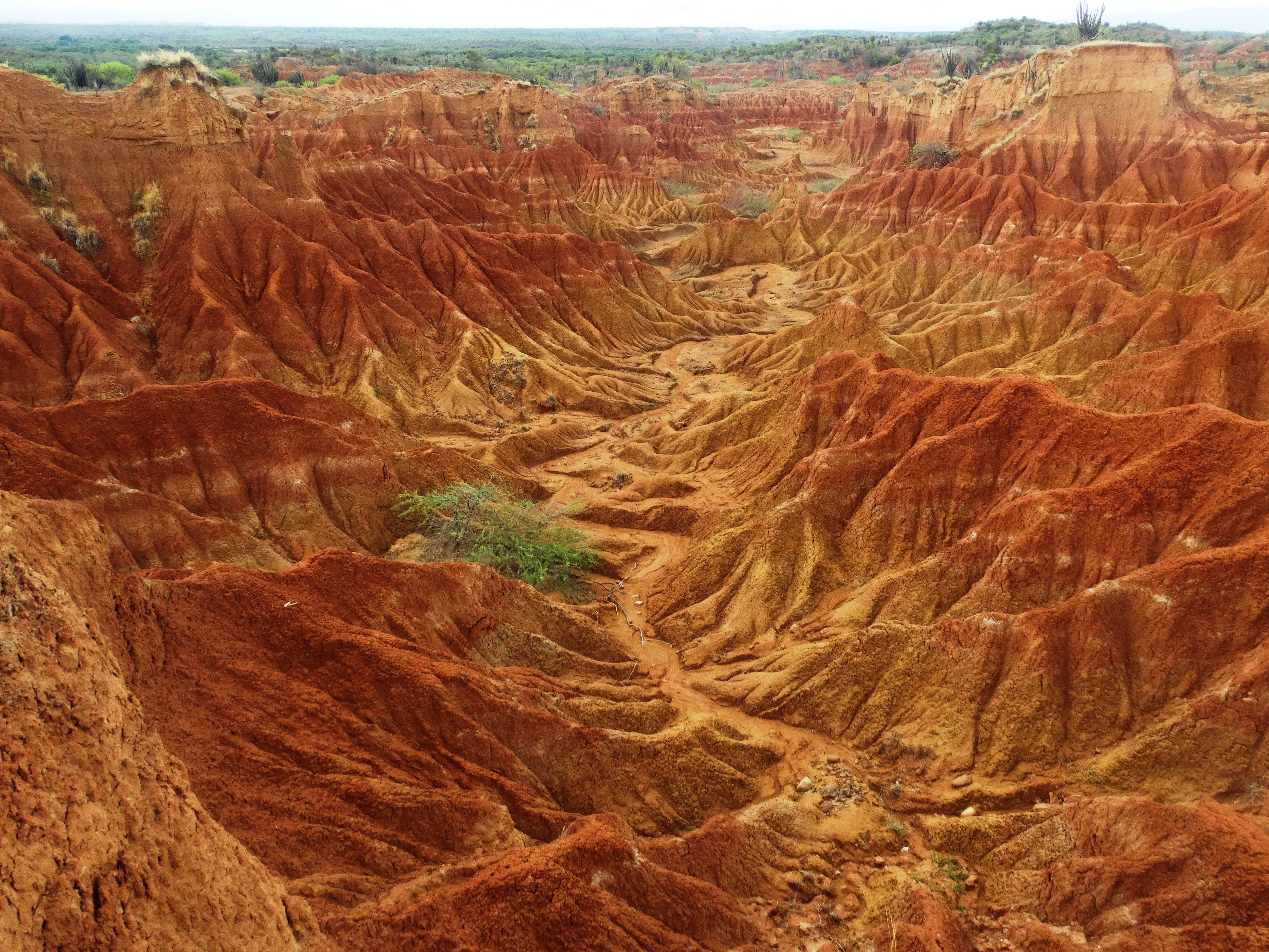
Zona del Cusco en el Desierto de la Tatacoa

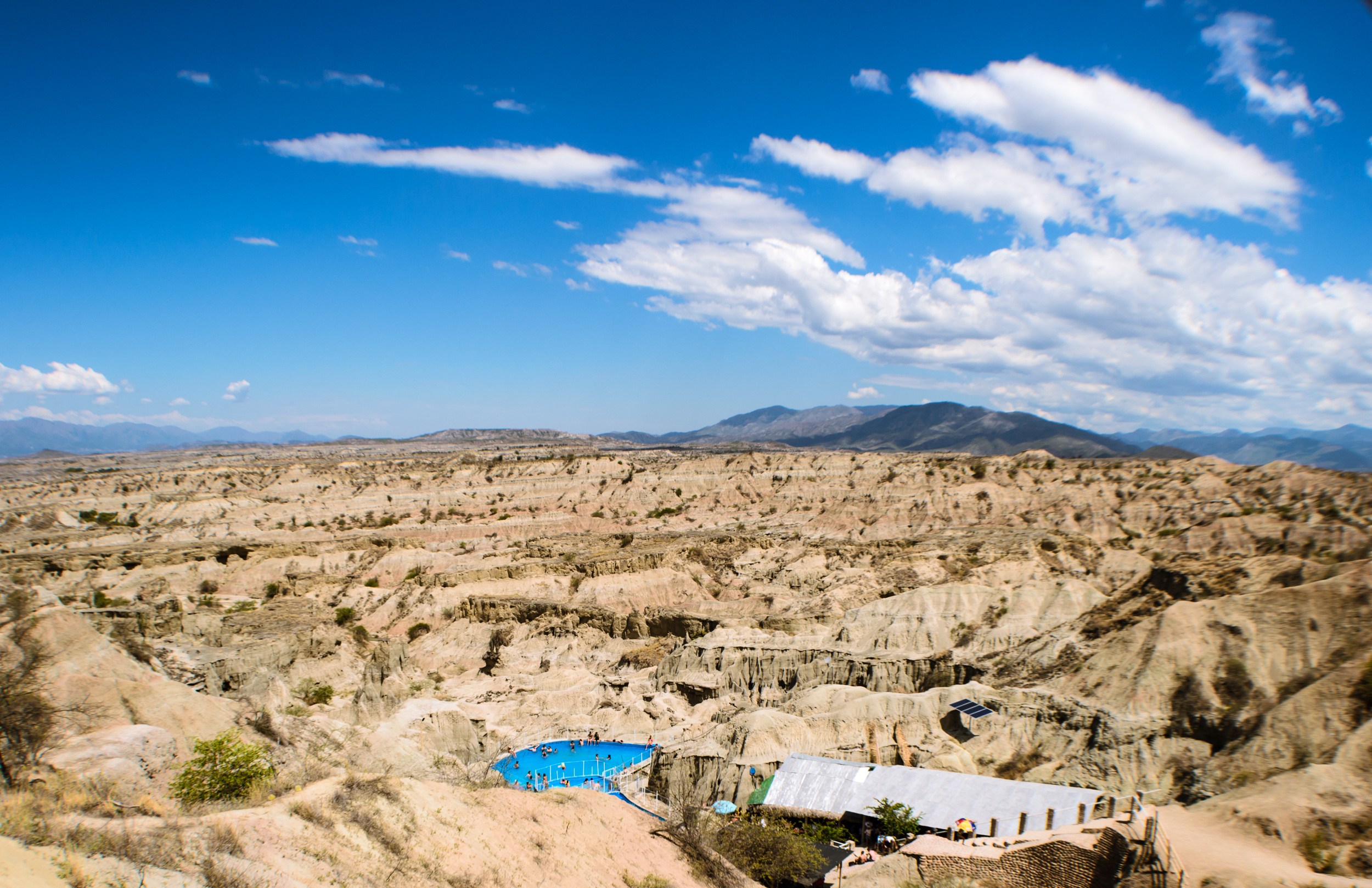
Zona "Los Hoyos", con piscina natural formando un oasis.

### Desierto de la Tatacoa
Es la segunda zona más árida de Colombia. Esta área natural protegida de carácter regional posee parajes cálidos y tranquilos, propicios para realizar diferentes rutas de senderismo (caminata y bici paseos) para conocer de forma más cercana la actividad natural del lugar. Sus terrenos con grandes desniveles geográficos por la erosión de la tierra son perfectos para apasionados por recorrer suelos diferentes, dispuestos a vivir una magnífica aventura en el desierto.
La Tatacoa cuenta con diferentes sectores donde se pueden recorrer rutas que abarcan:
- Desierto Rojo: Se puede encontrar vegetación correspondiente a especies especializadas de herbáceas, arbustivas, xenófilas y algunas arbóreas propias de los bosques seco tropical y muy seco Tropical. La zona más destacada es el “Cusco” presenta tierras arcillosas desnudas color ocre, y formaciones de zanjones, profundas cárcavas y estoraques de hasta 30 metros de profundidad. Otra geoforma que se encuentra son los llamados “Torpedoides”, resultado del endurecimiento de bancos de areniscas formando torres y columnas, los cuales se pueden encontrar desde pocos centímetros hasta de varios metros de altura.
- Desierto Gris: Es más como un paisaje lunar, donde en los años 30 se han encontrado una gran cantidad de fósiles, algunos de los cuales se conservan en el museo del municipio. Las zonas más destacadas son "Valle de los Deseos", "Valle de los Xilopalos" y "Los Hoyos" donde se destaca un paisaje de terrenos de poca elevación con areniscas de grano fino de color grisáceo, igualmente se hallan formaciones de “Torpedoides” pero de menor tamaño.[15]

Siendo una zona árida de clima cálido, se puede apreciar diferente fauna y flora en el trayecto de las rutas, disfrutando de variados contrastes del terreno y sus espectaculares cactus. Un lugar ideal para disfrutar del campin, la gastronomía y la fotografía por las variadas especies de animales que habitan el desierto.

## Servicios públicos
- Energía Eléctrica: Electrohuila, es la empresa prestadora del servicio de energía eléctrica.
- Gas Natural: Alcanos de Colombia, es la empresa distribuidora y comercializadora de gas natural en el municipio.